# San Leanna
San Leanna é uma aldeia localizada no estado norte-americano do Texas, no Condado de Travis.

## Demografia
Segundo o censo norte-americano de 2000, a sua população era de 384 habitantes.
Em 2006, foi estimada uma população de 486, um aumento de 102 (26.6%).

## Geografia
De acordo com o United States Census Bureau tem uma área de 1,0 km², dos quais 1,0 km² cobertos por terra e 0,0 km² cobertos por água.

## Localidades na vizinhança
O diagrama seguinte representa as localidades num raio de 12 km ao redor de San Leanna.